# دير القديس هيلاريون
دير القديس هيلاريون في الموقع الأثري في تل أم عامر، كان دير مسيحي قديم. كانت الآثار المفقودة بالقرب من دير البلاء في قطاع غزة فلسطين.

## التاريخ والثريات
تأسس الدير في حوالي عام 1500. 340 بواسطة هيلاريون، وهو من سكان منطقة غزة وأحد الآباء المحتملين للرهبنة الفلسطينية (انظر أيضًا شاريتون المعترف ). كان هيلاريون قد اعتنق المسيحية في الإسكندرية، ثم أصبح ناسكًا في مصر أولاً ثم في موطنه الأصلي، مستوحىً من القديس أنطونيوس. ثم أسس ديرًا بالقرب من قريته ثاباثا، وعندما بلغ هيلاريون الثالثة والستين من عمره كان الدير كبيرًا ويجذب العديد من الزوار. ورغم أنها كانت تبدو في ذلك الوقت وكأنها تقع في الصحراء، إلا أنها كانت في الواقع عند مفترق الطرق بين مصر وفلسطين وسوريا وبلاد ما بين النهرين، ويُعتقد أنها كانت مركزًا للعمل التبشيري في منطقة غزة.
تمتد بقايا دير القديس هيلاريون إلى أكثر من أربعة قرون، من العصر الروماني المتأخر إلى العصر الأموي، وتتميز بخمس كنائس متتالية، ومجمعات حمامات ومقدسات، وفسيفساء هندسية، وسرداب واسع. حيث أن المحبسة كانت على الأرجح تتكون من غرف صغيرة للنساك حسب تقليد القديس أنطونيوس مبنية من الطوب اللبن والمواد القابلة للتلف، مما أدى إلى عدم الحفاظ على رفاتهم. تم التخلي عن الموقع بعد زلزال في القرن السابع وأعيد اكتشافه من قبل علماء الآثار المحليين في عام 1999. ذكر الحاج أنطونيوس الكريموني في القرن الرابع عشر في تقريره عن رحلته أن هناك كنيسة تسمى القديس هيلاريون في تاباثا، ولكن من غير المؤكد ما إذا كان يشير إلى مبنى لا يزال موجودًا أم أنه كان يروي معلومات مستمدة من مصدر سابق. وفقًا للتقاليد المحلية وملاحظات المسافرين الغربيين في القرن التاسع عشر، فإن قاعة الصلاة في دير هيلاريون يشغلها حاليًا مسجد الخضر. لاحظ المستكشف الفرنسي فيكتور جورين أن العمودين الرخاميين في المسجد ربما كانا جزءًا من دير يعود إلى العصر البيزنطي.

## الحالة الحالية
في عام 2015، كان الموقع الأثري الوحيد المتاح للجمهور في غزة، مما يجعله تراثًا ثقافيًا ثمينًا ومهمًا بشكل خاص. وبحسب وزارة السياحة في غزة فإن دير القديس هيلاريون في عام 2016 كان في حاجة ماسة إلى الحفظ. وتواجه جهود الحفاظ الحالية تحديات بسبب الحرب والصراع في المنطقة، فضلاً عن نقص المواد والمعدات اللازمة للحفر. تم إدراج الموقع في قائمة مراقبة المعالم العالمية لعام 2012 وتم تصنيفه على أنه "بحاجة إلى الإنقاذ" من قبل شبكة التراث العالمي.
في ديسمبر 2023، منحت اليونسكو الدير "حماية مؤقتة معززة". في يناير 2024، ذكرت الجزيرة أن الدير هو واحد من 195 موقعًا للتراث الثقافي تضررت أو دمرت منذ بدء حرب غزة. في يوليو 2024، تم إدراج الدير على قائمة التراث العالمي المعرض للخطر من قبل اليونسكو. وقد تم تسريع عملية إدراج الموقع على القائمة باستخدام إجراءات الطوارئ، حيث أعربت اليونسكو عن "قلقها العميق إزاء تأثير الصراع المستمر على التراث الثقافي، وخاصة في قطاع غزة" وذكرت أن "المنظمة تحث جميع الأطراف المعنية على الالتزام الصارم بالقانون الدولي، مؤكدة على أنه لا ينبغي استهداف الممتلكات الثقافية أو استخدامها لأغراض عسكرية، لأنها تعتبر بنية تحتية مدنية".

## روابط خارجية
- تل أم عمرو على شبكة التراث العالمي
- قائمة مراقبة صندوق الآثار العالمي لعام ٢٠١٢
- دير القديس هيلاريون. نحن لسنا أرقامًا